# Codex Berolinensis Gnosticus 8502
Der Codex Berolinensis Gnosticus 8502, abgekürzt als BG, außerhalb Deutschlands häufig auch als Berlin Codex oder Akhmim Codex bezeichnet, enthält apokryphe Schriften des Neuen Testaments in koptischer Sprache.

## Geschichte
Der Berliner Kirchenhistoriker und Koptologe Carl Schmidt entdeckte im Jahre 1896 in Ägypten die Reste eines kleinen Buches, das er für die Berliner Papyrussammlung erwarb. Das Buch ist einspaltig auf Papyrus geschrieben und hatte ursprünglich 72 Blätter oder 144 Seiten, davon fehlen am Anfang 6 Blätter und im hinteren Teil ein Blatt. Schmidt kaufte es bei einem Antiquitätenhändler und konnte die Herkunft nur bis zu einem Händler in Achmim zurückverfolgen, weshalb der genaue Fundort unbekannt ist. Schmidt vermutet den ursprünglichen Fundort in einem Gräberfeld in Achmim oder Umgebung. Die Handschrift stammt vermutlich aus dem 5. Jahrhundert. Der nachträglich angebrachte Lederumschlag trägt den Besitzvermerk Zacharias, weshalb vermutet werden kann, dass die Texte in einer antiken Klosterbibliothek gestanden haben. In Berlin wurde der Codex  als Papyrus Berolinensis 8502 inventarisiert und befindet sich in der Papyrussammlung des Ägyptischen Museums.

## Die Sprache
Die Schriften sind koptische Übersetzungen von ursprünglich griechischen Texten. Vom Evangelium der Maria und der Sophia Jesu Christi existieren noch kleine ältere griechische Bruchstücke. Diese sind zwar vom Umfang her klein, beweisen aber, dass diese Schriften zunächst auf Griechisch im Umlauf waren. Irenäus kannte das Apokryphon des Johannes; somit ist auch davon eine alte griechische Fassung nachgewiesen. Die verschiedenen Fassungen des Apokryphons stimmen sinngemäß überein, unterscheiden sich jedoch deutlich im Wortlaut, so dass verschiedene Übersetzungen davon existierten. Außerdem sind bestimmte griechische Wörter unübersetzt geblieben und bestimmte Eigenheiten des griechischen Textes in der Übersetzung beibehalten. Die Übersetzung erfolgte in den sahidischen Dialekt, jedoch kommen vereinzelt gewisse achmimische und subachmimische Eigenheiten vor. Der Schreiber wollte wahrscheinlich einen sahidischen Text liefern, sprach jedoch selber Subachmimisch als Muttersprache, so dass gelegentlich subachmimische Wortformen vorkommen.

## Bedeutung
Dieser Kodex war lange Zeit einer der wenigen bekannten zusammenhängenden original gnostischen Texte, die nicht von den Kirchenvätern und damit aus einer ablehnenden Haltung gegen die Gnosis überliefert waren. Außer diesem gab es noch den Codex Brucianus und den Codex Askewianus. Diese drei Schriften bildeten neben den Zitaten bei den Kirchenvätern seit Ende des 18. bis Anfang des 20. Jahrhunderts die schmale Grundlage für die Gnosisforschung. Erst mit dem Fund der Nag-Hammadi-Schriften wurde die Quellenlage deutlich besser. Ein Problem ist nach wie vor, dass es ägyptische Übersetzungen und Überarbeitungen der griechischen Originale sind, die verschollen sind.

## Herausgabe
Die Bruchstücke aus den Petrusakten wurden von Carl Schmidt 1903 veröffentlicht. Die Übersetzung der restlichen Sammelschrift von Schmidt war 1912 bereits zum größten Teil gedruckt, als ein Rohrbruch im Verlag die gesamte Auflage vernichtete. Der Erste Weltkrieg verhinderte erneut den Druck und erst kurz vor seinem Tode (1938) versuchte Schmidt einen Neudruck. Durch seinen Tod verzögerte sich die Publikation wieder. Erst 1939 konnte die Redaktion von Texte und Untersuchungen in den Besitz der Druckvorlagen aus dem Nachlass kommen. Der Text von 1912 sollte 1939 nach den erhaltenen Korrekturbögen im Offsetverfahren hergestellt werden. Wegen verschiedener Personalwechsel und des Ausbruchs des Zweiten Weltkriegs verzögerte sich der Druck wiederum. Als die äußeren Umstände wieder günstig waren, wurden indes seit 1946 die Nag-Hammadi-Schriften bekannt, die Paralleltexte zu BG enthalten, sodass die Publikation nicht sinnvoll erschien, bevor die neuen Funde ausgewertet waren. Man entschloss sich, die Texte neu zu setzen. Erst 1955 konnten sie von Walter C. Till veröffentlicht werden. Zwischen dem Aufkauf der Handschrift und der Herausgabe im Druck vergingen somit 60 Jahre.

## Inhalt
Der Codex ist eine Sammelhandschrift und enthält vier Texte in der koptischen Sprache der Nag Hammadi Bibliothek:
- Das Evangelium nach Maria als lückenhafter Text
- Das Apokryphon des Johannes
- Die Sophia Jesu Christi
- Die Petrusakten

Fassungen des Apokryphon des Johannes und der Sophia Jesu sind auch Teil der Nag Hammadi Bibliothek.

### Evangelium nach Maria
Der Text besteht aus drei Einheiten und setzt mit der Seite 7 ein, einem Wechselgespräch des „Erlösers“ mit den Jüngern zum Verbleib des „Stofflichen“ nach dem Tod, das sich nach Jesu Auffassung „nur bis zu den Wurzeln ihres Wesens hin“ auflöse. Das Fragment umfasst noch den Verkündigungsauftrag Jesu an die Jünger und seinen Weggang sowie die Verzweiflung der Gruppe danach und ihre Tröstung durch Maria Magdalena. Nach der Feststellung von Petrus, dass „der Erlöser dich mehr liebte als die übrigen Frauen“ fordert er sie auf, ihr Wissen von eigenen Gesprächen mit Jesus mitzuteilen. Der Beginn ihres Berichts mit ihrer Frage an Jesus, wie eine Vision zu begreifen sei, ist noch erhalten. Danach besteht eine Lücke, nach der die Seite 15 wieder einsetzt und hier die Fortsetzung des Berichts der Maria über den „Aufstieg der irdischen Seele“ in den Himmel enthält. Petrus und auch Andreas zweifeln an dieser Darstellung. Es folgt wiederum eine Lücke und die Fortsetzung auf Seite 17 mit anschließender Seite 18 sowie Marias Konflikt mit Petrus, der ihr Unglaubwürdigkeit unterstellt. Maria Magdalena, die sich als Lügnerin bezichtigt empfindet und in Tränen ausbricht, wird vom Jünger Levi (Matthäus) beruhigt, der Petrus scharf zurechtweist. Er betont auch, dass Jesus sie genau kannte und „deshalb hat er sie mehr als uns geliebt.“ Mit Levis Aufforderung, nun die Verkündigung aufzunehmen, machen sich die Jünger auf den Weg. Damit endet der überlieferte Text.
Das Evangelium nach Maria ist außerdem in P. Oxyrhynchus 3525 und P. Rylands 463 in zwei griechischen Papyrusfragmenten belegt.

### Apokryphon des Johannes
Zu Beginn erscheint Christus den trauernden Aposteln und lehrt das, was war, und das, was sein soll, damit er das Unsichtbare und das Sichtbare, sowie den vollkommenen Menschen erkennt. Neben dem unsichtbaren obersten Gott existieren weitere göttliche Figuren. Als erstes ein Abbild des obersten Gottes mit Namen Barbelo oder der erste Mensch. Aus dem obersten Gott entstehen weitere göttliche Figuren, die Ewigkeiten genannt werden, damit sichtbar wird, dass sie Teilaspekte des obersten Gottes sind. Platonisch gedacht, sind diese Ewigkeiten Vorbilder für irdische Wirklichkeiten. Dennoch steckt dahinter nicht der griechische Götterhimmel, sondern ein monotheistisches Weltbild. Das Apokryphon des Johannes ist in drei unterschiedlichen Versionen in der Bibliothek von Nag Hammadi (NHC II,1; III,1 und IV,1) und im Berliner Codex einmal zu finden. Die vier gleichnamigen Texte sind aber unterschiedlichen Inhalts, da sie offensichtlich oft bearbeitet wurden.

### Sophia Jesu Christi
Die Schrift Sophia Jesu Christi (Weisheiten Jesu) beginnt mit einer Offenbarungsrede Christi nach der Auferstehung an die zwölf Jünger und sieben Frauen.(BG S. 77,9-16) Die Rede bringt eine mittelplatonische Lehre, in der Gott unsterblich ist, ewig ohne Anfang und Namen, nicht in Menschengestalt, unfassbar, gut und vollkommen. In der Bibliothek von Nag Hammadi ist der Eugnostosbrief gefunden worden, ein ähnlicher Brief ohne Anspielungen auf biblische Personen.

### Petrusakten (Acta Petri)
Erhalten ist ein kleiner Teil aus dem Anfang der Petrusakten, einer apokryphen Apostelgeschichte in Romanform, die Reisen und Wunder des Petrus erzählt, mit einer sehr kritischen Haltung zum Leib. Enthalten ist nur eine Erzählung von der gelähmten Tochter des Petrus.